# Mao’ershan (köpinghuvudort i Kina, Heilongjiang Sheng, lat 45,28, long 127,50)
Mao'ershan (kinesiska: 帽儿山, Mao’ershan Zhen, 帽儿山镇) är en köpinghuvudort i Kina. Den ligger i provinsen Heilongjiang, i den nordöstra delen av landet, omkring 86 kilometer sydost om provinshuvudstaden Harbin. Antalet invånare är 26 557. Befolkningen består av 12 874 kvinnor och 13 683 män. Barn under 15 år utgör 11,0 %, vuxna 15-64 år 80 %, och äldre över 65 år 7,0 %.
Runt Mao'ershan är det ganska tätbefolkat, med 100 invånare per kvadratkilometer. Mao'ershan är det största samhället i trakten. Omgivningarna runt Mao'ershan är en mosaik av jordbruksmark och naturlig växtlighet.
Genomsnittlig årsnederbörd är 853 millimeter. Den regnigaste månaden är juli, med i genomsnitt 197 mm nederbörd, och den torraste är januari, med 7 mm nederbörd.